# Ardore
Ardore  község (comune) Calabria régiójában, Reggio Calabria megyében.

## Fekvése
A Jón-tenger partján fekszik, Reggio Calabriától 30 kilométerre keleti irányban. Határai: Benestare, Bovalino, Ciminà, Platì és Sant’Ilario dello Ionio.

## Története
A település első említése a 14. századból származik. A várkastélyát azonban egy korábban itt álló építmény alapjaira építették.  Az 1783-as földrengés során épületeinek nagy része megrongálódott.1847-ig közigazgatásilag Bovalinóhoz tartozott.

## Népessége
A népesség számának alakulása:

## Főbb látnivalói
- a 17. századi Castello (várkastély)
- San Rocco-templom
- San Nicola dei Canali-templom
- San Leonardo-templom
- Spirito Santo-templom
- Madonna del Carmine-templom
- Santa Maria del Pozzo-templom
- Madonna della Grotta-templom
- Santa Lucia-templom